# Bram Nuytinck
Bram Nuytinck (Malden, 4 mei 1990) is een Nederlands voetballer die doorgaans als centrale verdediger speelt. Hij tekende in juni 2023 een contract voor drie seizoenen bij N.E.C., dat hem transfervrij overnam van Sampdoria.

## Loopbaan

### N.E.C.
Nuytinck begon op achtjarige leeftijd met voetballen bij SV Juliana '31 in Malden. In 2001 kwam hij in de jeugdopleiding van N.E.C. Begin 2009 werd hij door trainer Mario Been bij de selectie van het eerste elftal gehaald en in maart tekende hij een tweejarig contract. Op 23 december maakte hij onder trainer Wiljan Vloet zijn debuut in het eerste elftal in de uitwedstrijd om de KNVB beker tegen FC Groningen (eindstand 0-2). Hij kwam na 53 minuten in het veld voor Patrick Pothuizen. De eerste basisplaats kreeg Nuytinck in de wedstrijd tegen Sparta (1-0) op 30 januari 2010. Twee weken later was Nuytinck meteen twee keer trefzeker in de thuiswedstrijd met NAC Breda. Het waren zijn eerste goals in het profvoetbal. In zijn zesde wedstrijd voor N.E.C. tegen Roda JC Kerkrade pakte hij twee geel keer, waardoor hij met rood van het veld moest. Na zijn schorsing van één wedstrijd was hij meteen weer basisspeler.
In zijn eerste volledige seizoen bij N.E.C. (2010/11) miste Nuytinck slechts twee competitiewedstrijden. In januari 2011 sloeg Nuytinck een bod van CA Osasuna af omdat hij zich vooralsnog in Nijmegen verder wilde ontwikkelen. Hij begon zijn derde seizoen met een doelpunt in de openingswedstrijd tegen Sc Heerenveen (2-2). Tussen oktober en december 2011 miste Nuytinck een kleine twee maanden door een knieblessure. In het voorjaar van 2012 toonden ook Napoli, Juventus, Ajax en Everton interesse in de aanvoerder van Jong Oranje. Hij bleef bij N.E.C. en eindigde als achtste. Nadat hij de opener van het seizoen 2012/13 tegen Heerenveen had gemist, scoorde hij tegen AFC Ajax de eerste van het seizoen, in een 1-6 nederlaag. De week erop speelde hij zijn laatste wedstrijd voor N.E.C., waarvoor hij tot 77 wedstrijden en zeven goals kwam.

### Anderlecht
Op 31 augustus 2012, de laatste dag van de transfermarkt, werd bekend dat Nuytinck een vierjarig contract getekend had bij RSC Anderlecht.
Hij debuteerde op 15 september tegen Lierse SK. Op 18 september maakte hij tegen AC Milan zijn Champions League-debuut. Het bleef 0-0 en Nuytinck speelde negentig minuten. In zijn eerste jaar werd hij onder de Nederlandse trainer John van den Brom kampioen van België. Hij miste na zijn debuut slechts één competitiewedstrijd. In alle competities speelde hij 43 wedstrijden voor Anderlecht dat seizoen.
In zijn tweede seizoen was hij regelmatig wisselspeler, maar hij speelde nog steeds 31 wedstrijden. In maart van dat seizoen werd Van den Brom ontslagen en kreeg routinier Olivier Deschacht veelal de voorkeur boven Nuytinck. In het seizoen 2014/15 startte hij als basisspeler en miste hij in de eerste zeven wedstrijden geen minuut. Daarna lag hij echter van september tot januari uit de roulatie door een teenblessure. Dat seizoen speelde hij dus maar vijftien wedstrijden.
Nuytinck begon het seizoen 2015/16 als wisselspeler maar vocht zich na de winterstop terug in de basis. In zijn vijfde en laatste seizoen in België was hij weer onbetwist basisspeler. Hij speelde 44 wedstrijden in alle competities. In totaal speelde Nuytinck 157 wedstrijden voor Anderlecht. Hij scoorde daarin vijf goals en gaf drie assists.

### Udinese
Nuytinck tekende in juli 2017 een contract tot medio 2021 bij Udinese, de nummer twaalf van de Serie A in het voorgaande seizoen. Op 12 augustus maakte hij zijn debuut voor Udinese in de Coppa Italia-wedstrijd tegen Frosinone (3-2 overwinning). Op 27 augustus maakte hij zijn eerste doelpunt in de Serie A tegen SPAL. In zijn eerste seizoen bij Udinese was hij meteen basisspeler en kwam hij tot 30 wedstrijden, terwijl Udinese dertiende eindigde.
In de twee seizoenen daarna was hij ook nagenoeg altijd basisspeler. Hij speelde respectievelijk 27 en 28 wedstrijden per seizoen en eindigde met Udinese in de middenmoot. Op 21 april 2021 was hij in de Serie A-wedstrijd tegen Cagliari voor het eerst aanvoerder, door een schorsing van vaste aanvoerder Rodrigo De Paul. Het seizoen erop nam hij De Paul de aanvoerdersband over, toen hij vertrok naar Atlético Madrid. Hij speelde 29 wedstrijden dat seizoen, waarvan de meeste als aanvoerder.
In het seizoen 2022/23 was hij voor het eerst sinds zijn debuut in de Serie A geen vaste basisspeler bij Udinese. Hoewel hij de eerste vier speelrondes in de basis startte, kwam hij in de acht wedstrijden daarna niet tot minuten. Die winterstop leek het er dan ook op dat Nuytinck, na 143 wedstrijden en drie goals in zes seizoenen, Udinese zou verlaten.

### Sampdoria
Op 2 januari 2023 maakte Nuytinck na 5,5 jaar bij Udinese de overstap naar Sampdoria, dat hem een contract aanbood tot het einde van het seizoen. Dit contract zou automatisch worden verlengd wanneer Sampdoria zich zou handhaven in de Serie A. Op het moment van arriveren van Nuytinck stond Sampdoria negentiende met zes punten uit vijftien wedstrijden, zeven punten minder dan Spezia, dat op dat moment op de veilige zeventiende plek stond. Nuytinck speelde negentien wedstrijden met Sampdoria, maar degradeerde aan het einde van het seizoen, waardoor zijn contract automatisch afliep.

### N.E.C.
Op 23 juni 2023 werd bekend dat Nuytinck na een afwezigheid van elf jaar weer terugkeerde bij N.E.C., waar hij een contract tekende voor drie seizoenen. Hij kreeg in de openingswedstrijd tegen SBV Excelsior meteen vier goals om de oren. In de derde speelronde tegen RKC Waalwijk (3-0 winst) was hij door een blessure van Lasse Schöne voor het eerst aanvoerder van N.E.C. Op 24 februari 2024 speelde Nuytinck zijn honderdste wedstrijd voor N.E.C. Op 21 april stond hij als aanvoerder aan de aftrap tijdens de bekerfinale tegen Feyenoord, dat met 0-1 won. 
Op 19 oktober scoorde hij tegen Sc Heerenveen (3-0 winst) voor N.E.C. in ruim twaalf jaar. Met 4444 dagen tussen beide doelpunten is hij de Eredivisiespeler met de op-drie-na langste droogte, achter Jonathan de Guzman (4781 dagen), Robin van Persie (5107, en toevallig de trainer van tegenstander Heerenveen tijdens de goal van Nuytinck) en Édgar Barreto (5375, eveneens namens N.E.C.). Na een mindere periode belandde hij in december 2024 op de bank, achter Philippe Sandler en Iván Márquez.  
Op 11 april 2025 viel Nuytinck met een knieblessure uit tegen RKC Waalwijk. Daardoor moest hij geopereerd worden en vermoedelijk de rest van het kalenderjaar missen.  

## Clubstatistieken
| Seizoen     | Club        | Competitie    | Competitie | Competitie | Beker | Beker | Overig | Overig | Totaal | Totaal |
| Seizoen     | Club        | Competitie    | Wed.       | Dlp.       | Wed.  | Dlp.  | Wed.   | Dlp.   | Wed.   | Dlp.   |
| ----------- | ----------- | ------------- | ---------- | ---------- | ----- | ----- | ------ | ------ | ------ | ------ |
| 2009/10     | N.E.C.      | Eredivisie    | 13         | 2          | 1     | 0     | —      | —      | 14     | 2      |
| 2010/11     | N.E.C.      | Eredivisie    | 32         | 2          | 0     | 0     | —      | —      | 32     | 2      |
| 2011/12     | N.E.C.      | Eredivisie    | 27         | 2          | 2     | 0     | —      | —      | 29     | 2      |
| 2012/13     | N.E.C.      | Eredivisie    | 2          | 1          | 0     | 0     | —      | —      | 2      | 1      |
| Club totaal | Club totaal | Club totaal   | 74         | 7          | 3     | 0     | 0      | 0      | 77     | 7      |
| 2012/13     | Anderlecht  | Eerste klasse | 33         | 1          | 5     | 0     | 5      | 0      | 43     | 1      |
| 2013/14     | Anderlecht  | Eerste klasse | 23         | 1          | 3     | 0     | 5      | 0      | 31     | 1      |
| 2014/15     | Anderlecht  | Eerste klasse | 11         | 0          | 2     | 0     | 2      | 0      | 15     | 0      |
| 2015/16     | Anderlecht  | Eerste klasse | 18         | 2          | 2     | 0     | 4      | 0      | 24     | 2      |
| 2016/17     | Anderlecht  | Eerste klasse | 30         | 1          | 2     | 0     | 12     | 0      | 44     | 1      |
| Club totaal | Club totaal | Club totaal   | 115        | 5          | 14    | 0     | 28     | 0      | 157    | 5      |
| 2017/18     | Udinese     | Serie A       | 27         | 1          | 3     | 0     | —      | —      | 30     | 1      |
| 2018/19     | Udinese     | Serie A       | 27         | 0          | 0     | 0     | —      | —      | 27     | 0      |
| 2019/20     | Udinese     | Serie A       | 26         | 0          | 2     | 0     | —      | —      | 28     | 0      |
| 2020/21     | Udinese     | Serie A       | 20         | 1          | 1     | 0     | —      | —      | 21     | 1      |
| 2021/22     | Udinese     | Serie A       | 27         | 1          | 2     | 0     | —      | —      | 29     | 1      |
| 2022/23     | Udinese     | Serie A       | 6          | 0          | 2     | 0     | —      | —      | 8      | 0      |
| Club totaal | Club totaal | Club totaal   | 133        | 3          | 10    | 0     | 0      | 0      | 143    | 3      |
| 2022/23     | Sampdoria   | Serie A       | 19         | 0          | 0     | 0     | —      | —      | 19     | 0      |
| Club totaal | Club totaal | Club totaal   | 19         | 0          | 0     | 0     | 0      | 0      | 19     | 0      |
| 2023/24     | N.E.C.      | Eredivisie    | 30         | 0          | 4     | 0     | 1      | 0      | 35     | 0      |
| 2024/25     | N.E.C.      | Eredivisie    | 25         | 1          | 1     | 0     | 0      | 0      | 26     | 1      |
| Club totaal | Club totaal | Club totaal   | 129        | 8          | 8     | 0     | 1      | 0      | 138    | 8      |
| TOTAAL      | TOTAAL      | TOTAAL        | 391        | 16         | 32    | 0     | 29     | 0      | 452    | 16     |

## Internationaal
Hij zat verschillende keren in de (voor)selectie van het Nederlands Beloftenelftal. Op 2 september 2010 debuteerde hij als invaller voor Jong Oranje in een uitwedstrijd tegen Spanje. Hij werd na het vertrek van Jeffrey Bruma naar het Nederlands elftal aanvoerder van Jong Oranje.

## Privé
Naast het voetbal studeerde hij Management Economie en Recht aan de Hogeschool van Arnhem en Nijmegen, maar rondde deze studie niet af. Zijn vader André Nuytinck is emeritushoogleraar personen- en familierecht aan de Radboud Universiteit Nijmegen en de Erasmus Universiteit.

## Erelijst
| Nationaal          |    |                           |
| Belgisch kampioen  | 3x | 2012/13, 2013/14, 2016/17 |
| Belgische Supercup | 3x | 2013, 2014, 2017          |